# Dwór w Łopusznej
Dwór w Łopusznej, Dwór Tetmajerów – zabytkowy dwór w Łopusznej koło Nowego Targu, filia Muzeum Tatrzańskiego im. dra Tytusa Chałubińskiego w Zakopanem.

## Historia

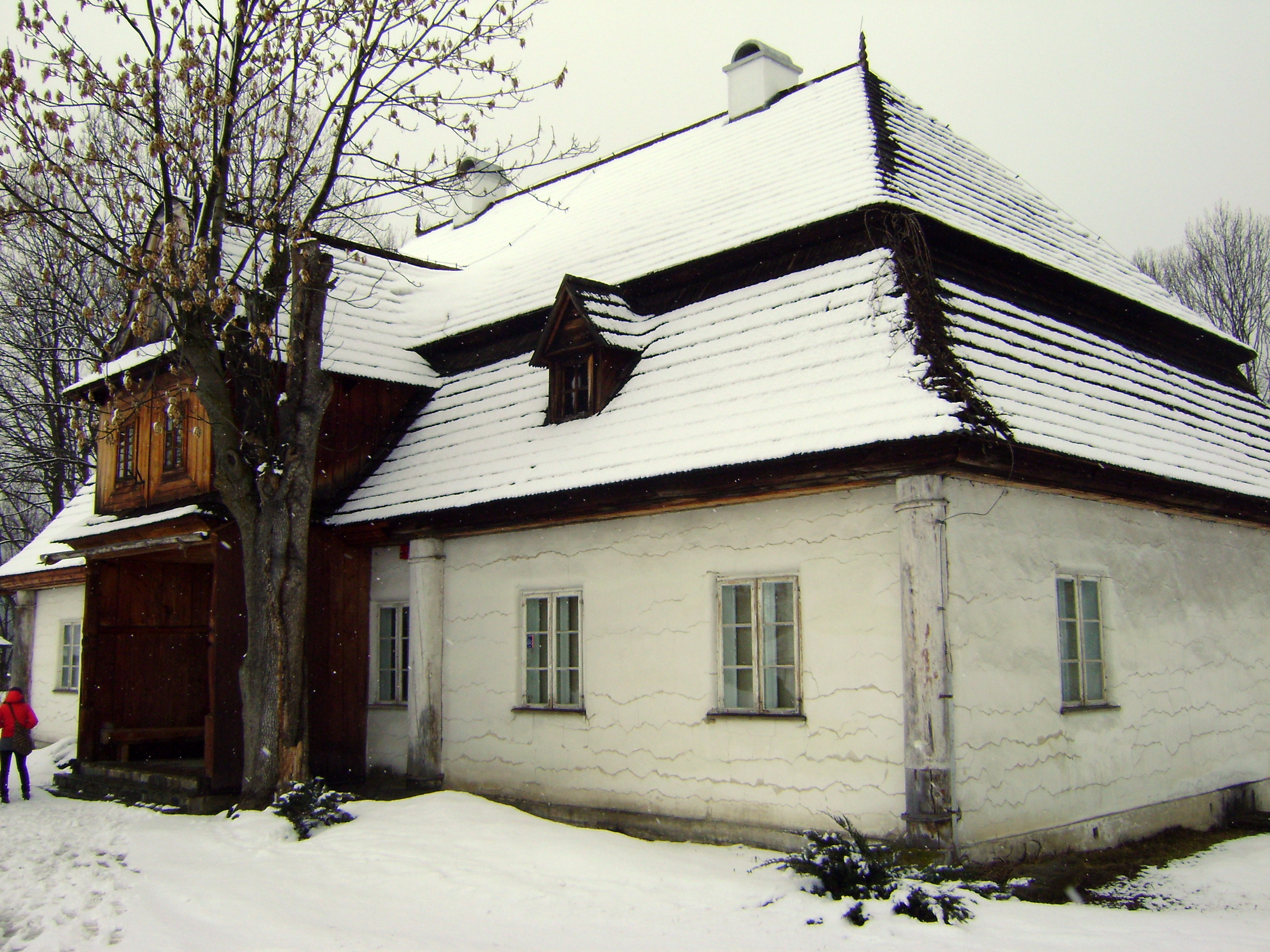
Dwór w Łopusznej zimą (2009)

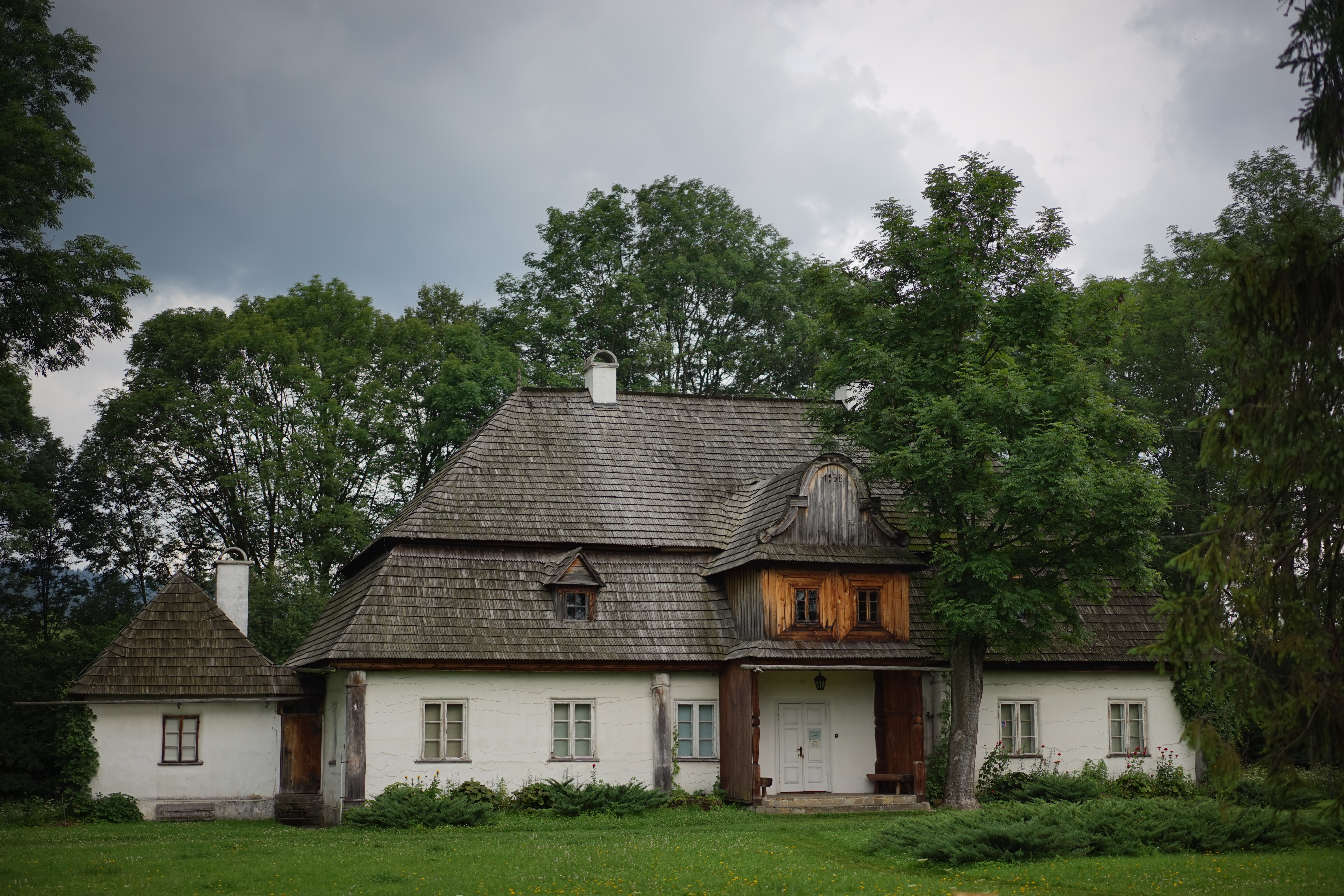
Dwór w Łopusznej (2014)

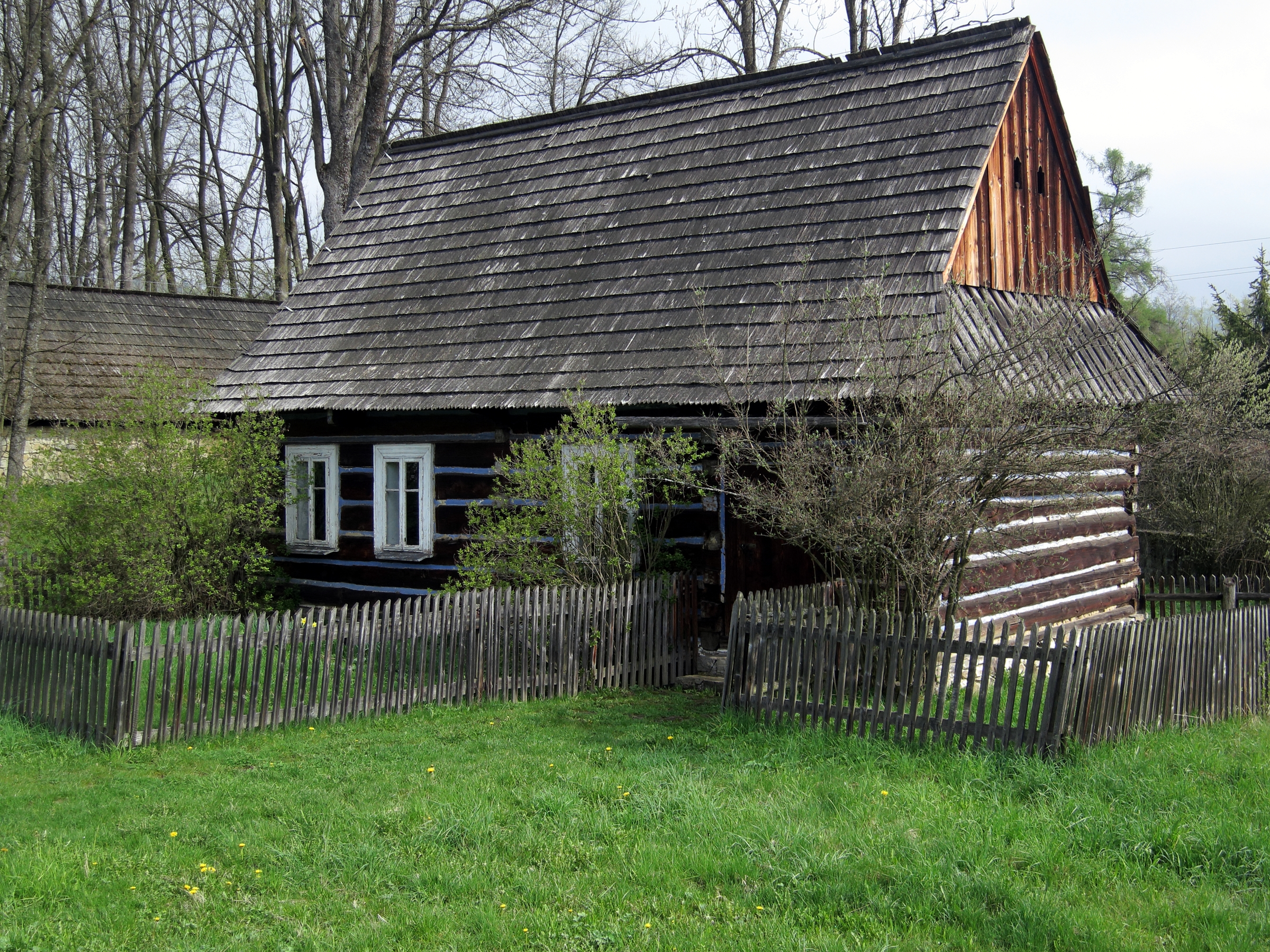
Dom Klamerusów (2017)

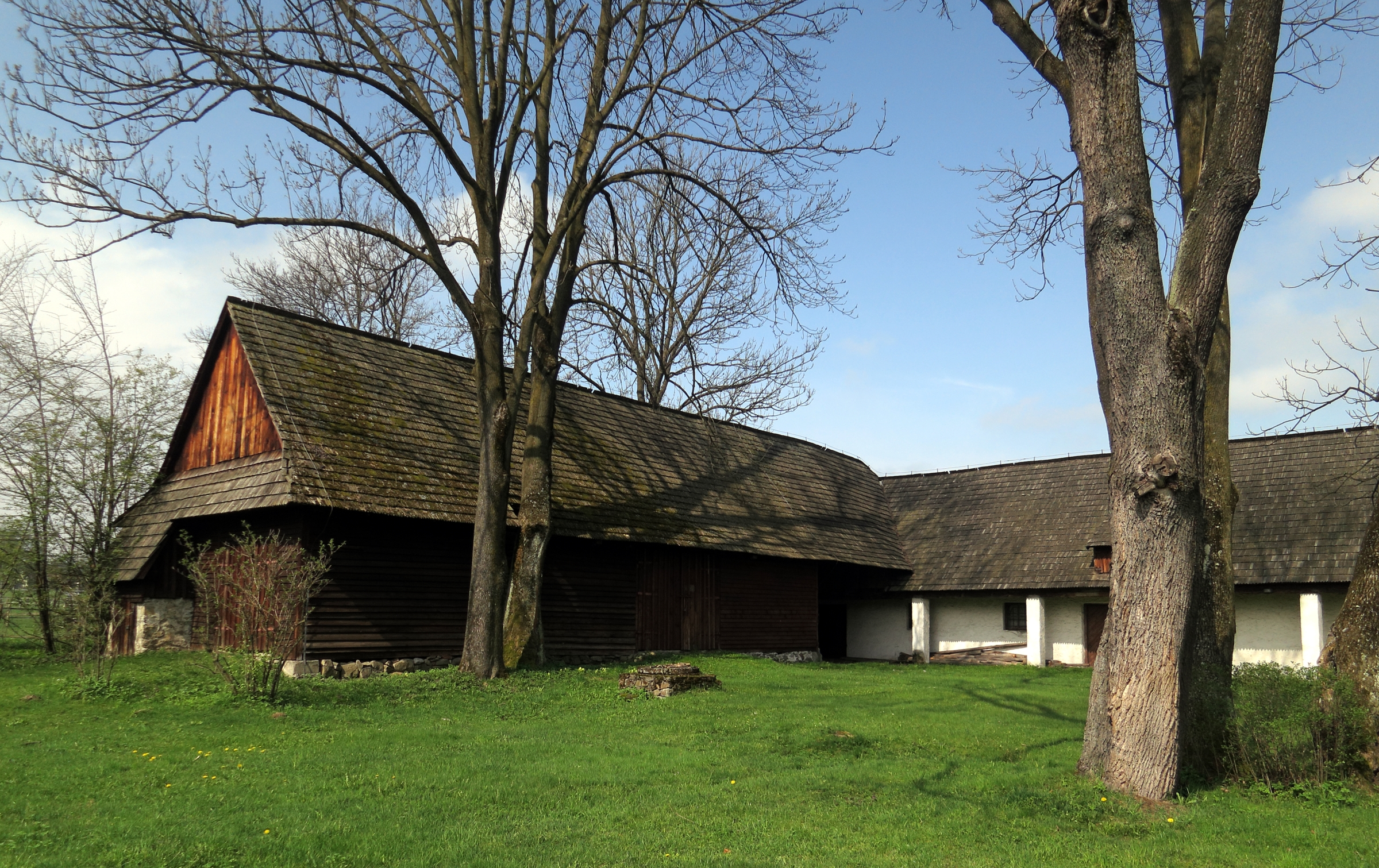
Stajnia z wozownią (2017)

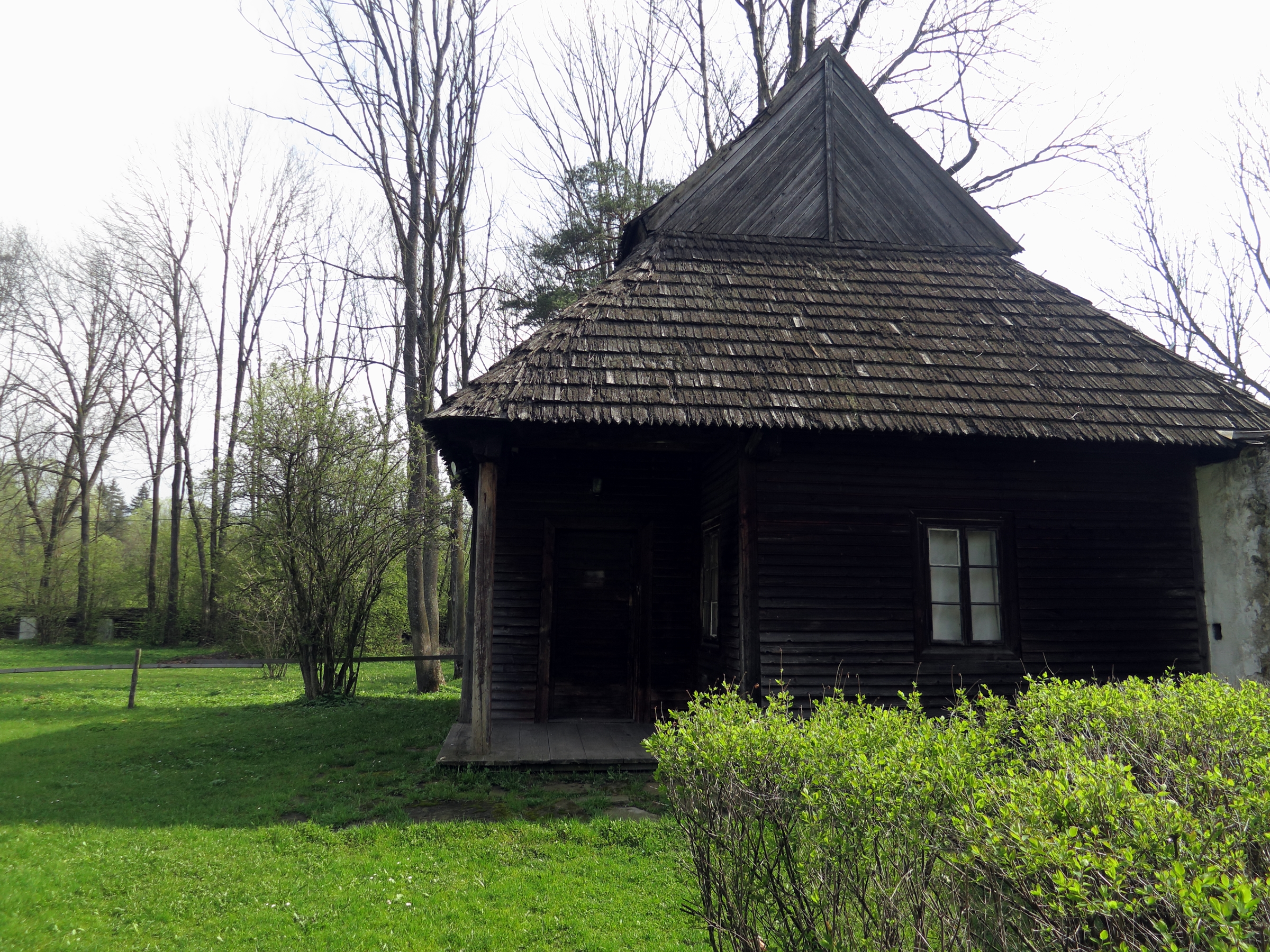
Budynek „gacek” (2017)

Folwark w Łopusznej istniał od końca XVI wieku, kiedy Walerian Poradowski otrzymał Łopuszną od króla Stefana Batorego. Dwór został wybudowany pomiędzy 1787 a 1790 przez konfederatę barskiego Romualda Lisickiego. Jego córka Ludwika wyszła za mąż za Leona Przerwę-Tetmajera, który – otrzymawszy wieś w posag – od 1824 do śmierci w 1881 był właścicielem Łopusznej. W 1832, po klęsce powstania listopadowego we dworze ukrywał się Seweryn Goszczyński, który opisał go w Dzienniku podróży do Tatrów (opublikowanym w 1851). Ponadto u Tetmajerów gościli poeci, działacze patriotyczni i rewolucjoniści, m.in.: Stanisław Worcell, Bohdan Zaleski czy przywódcy powstania chochołowskiego Julian Goslar i Jan Kanty Andrusikiewicz. Po śmierci Leona (1881) i Ludwiki (1889) dwór odziedziczyła ich córka Kamila, żona Kazimierza Lgockiego. W 1892 przeprowadzili oni remont, który zmienił wygląd dworku. W kolejnych latach dwór dziedziczyli synowie Lgockich – Aleksander, a następnie Stanisław. Majątek pozostał w rękach tej rodziny przez okres dwudziestolecia międzywojennego, dopiero po II wojnie światowej, w 1949, został znacjonalizowany.
Dwór od 1978 jest oddziałem Muzeum Tatrzańskiego w Zakopanem, od 2018 stanowi własność muzeum.

## Położenie
Dwór znajduje się w Łopusznej, przy ul. Gorczańskiej 2.
Obok dworku, po drugiej stronie potoku Czerwonka znajduje się XV-wieczny drewniany kościół.

## Opis
Dom drewniany w stylu rodzimym wszystkich naszych dworów szlacheckich, obszerny, porządnie i mocno postawiony, przyozdobiony gankiem, jak wszystkie nasze ganki, a na ganku poboczne ławki do siedzenia, jak to wszędzie widzimy [...]. Przed domem dziedziniec przestronny, mający po lewej ręce domu drugi domek mniejszy, czyli oficynkę, gdzie kuchnia i mieszkanie służących, z prawej osłoniony budowlami gospodarskim

Jest to przykład typowego wiejskiego polskiego dworu szlacheckiego. Cały teren otoczony jest drewnianym ogrodzeniem. Dwór jest drewniany, parterowy, na planie prostokąta przykryty dachem łamanym (pokryty gontem). Obok znajduje się mały budynek mieszkalny, zwany gackiem, w którym mieszkał Bohdan Zaleski – pierwotnie była tu kuchnia i mieszkania służby. Ponadto w zespole dworskim znajdują się stajnia z wozownią, spichlerz, obory oraz piwnice domku-lamusa, w którym mieszkał Seweryn Goszczyński.
Oprócz zabudowań dworskich w skład muzeum wchodzi Dom Klamerusów, drewniana chałupa z 1887.